# Berlinia orientalis
Berlinia orientalis là một loài rau đậu thuộc họ Fabaceae.
Loài này có ở Mozambique và Tanzania.